# Laattaouia Ech-Chaybia
Laattaouia Ech-Chaybia (en àrab العطاوية الشعيبية, al-ʿAṭṭāwiyya ax-Xaʿībiyya; en amazic ⵍⵄⵟⵟⴰⵡⵢⵢⴰ ⵛⵄⵉⴱⵢⵢⴰ) és una comuna rural de la província d'El Kelâa des Sraghna, a la regió de Marràqueix-Safi, al Marroc. Segons el cens de 2014 tenia una població total de 5.444 persones.